# 豐樹物流信託
豐樹物流信託（英語：MAPLETREE LOGISTICS TRUST，SGX：M44U），在2004年，由豐樹產業私人有限公司分拆而來，是首份成立房地產信託基金。
主要在新加坡、日本、香港、中國內地、馬來西亞、韓國和越南經營投资于物流产业的房地产投资信托。總部位於10 Pasir Panjang Road, #13-01 Mapletree Business City Singapore 117438。總裁為Richard Lai Tak Loi，主席為Paul Ma。
股份在2005年7月28日於新加坡交易所主板上市。而招股價為0.63至0.68坡元，發行股份為310,877,000股，集資額為243,000,000坡元。
2018年7月4日，海航實業股份以7.3億新加坡元（相當於約43.07億港元）出售新加坡倉庫物業給豐樹物流信託（MapletreeLogistics Trust）的受託人新加坡滙豐機構信託服務（HSBC Institutional Trust Services Singapore）。

## 連結
- MapletreeLogisticsTrust.com（页面存档备份，存于）